# Carlos Luis Veramendi Mestre
Carlos Luis Veramendi Mestre (nascut el 13 de maig de 1963) és un polític mallorquí, diputat al parlament de les Illes Balears en la VIII legislatura.
Llicenciat en dret, té la titulació d'agent d'assegurances. Treballa com a funcionari titulat superior a la delegació de les Illes Balears de l'Institut Nacional d'Estadística des de 1992. Militant del Partido Popular, de 2003 a 2007 fou membre del Consell Insular de Mallorca, on fou portaveu adjunt del grup popular, i del 2004 al 2011 regidor de trànsit i transports de l'ajuntament de Palma.
En juny de 2011 va substituir en el seu escó José Ignacio Aguiló Fuster, elegit diputat a les eleccions al Parlament de les Illes Balears de 2011 que va renunciar-ne quan fou nomenat membre del Govern Balear. Ha estat membre de la Diputació Permanent, president i portaveu de la Comissió de l'Estatut dels Diputats i president de la Comissió de Control sobre la Ràdio Televisió dels Illes Balears (IB3).
Al 2016 se'l va imputar per una peça separada del Cas Policia Local de Palma però uns mesos més tard, l'abril de 2017 el jutge el va acabar desimputant i sobreseient i arxivant la causa.